# باب اسکلتون (شناگر)
باب اسکلتون (به انگلیسی: Bob Skelton) (زادهٔ	۲۵ ژوئن ۱۹۰۳ - درگدشته	۲۵ ژوئن ۱۹۷۷) شناگر اهل کشور ایالات متحده آمریکا است.